# Ford Escort (América del Norte)
El Ford Escort es un automóvil del segmento C producido entre 1980 y 2003. Fue el primer auto de tracción delantera de Ford en los Estados Unidos, siendo lanzado en 1981 para sustituir al Ford Pinto así como al Ford Fiesta importado.
También ha participado en carreras de rally. Hasta el año 2000, el Ford Escort, que se produjo, fue reemplazado por el Ford Focus.

## Primera generación
El Ford Escort estadounidense de primera generación fue introducido en 1981 como sucesor del Ford Pinto / Mercury Bobcat y el Ford Fiesta (que fue importado desde 1978 hasta 1980). Compartía componentes con el Escort europeo de tercera generación. Al igual que el Ford Pinto, el Escort también tuvo una versión más popular vendida por la marca Mercury, el Lynx. El Escort se vendía en versiones hatchback de tres y cinco puertas y una familiar de cinco puertas. 

### Motorizaciones
- 1981-1985: 1.6 L (CVH de 68 HP)
- 1983-1985: 1.6 L EFI (CVH de 88 HP)
- 1984-1985: 2.0 L (52 HP diésel, de Mazda)
- 1983-1985: 1.6 L turbocharged (CVH turbo de 120 HP)

### Reestilizaciones de 1985 y 1988
La primera modificación en el diseño, con menos detalles cromados y un diseño más limpio, lo dejó parecido a un hatchback japonés de la época, y ahora el Escort se aproximaba más estéticamente al Mazda 323, con el cual también compartía diseño y mecánica. De 1987 a 1988 el Mercury Lynx se dejó de fabricar y fue sustituido por el Mazda 323 con el nombre Mercury Tracer, dejando los hatchbacks de Ford y Mercury más distintos entre sí al mismo tiempo que permanecía la ventaja de que ambos compartieran la misma plataforma, que fue renovada en 1990, dando origen al Mazda Protege y sirvió de base también para los próximos Escort/Tracer de 1991 a 1996.
En 1988 se realizó otra actualización estética, con nuevos parachoques, ventanillas mayores, suavización de las líneas de la carrocería y llantas de 14" en lugar de las antiguas de 13" además de pequeños ajustes en la transmisión. El nuevo modelo fue popularmente apodado "Escort 88,5" y permaneció con ese diseño hasta 1990.

#### Motorizaciones
- 1986-1988 1.9 L (CVH de 86 HP)
- 1988.5-1990 1.9 L (CVH de 90 HP)
- 1986-1988 1.9 L (CVH de 108 HP)
- 1988.5-1990 1.9 L (CVH de 110 HP)
- 1986-1987 2.0 L (52 HP diésel, de Mazda)

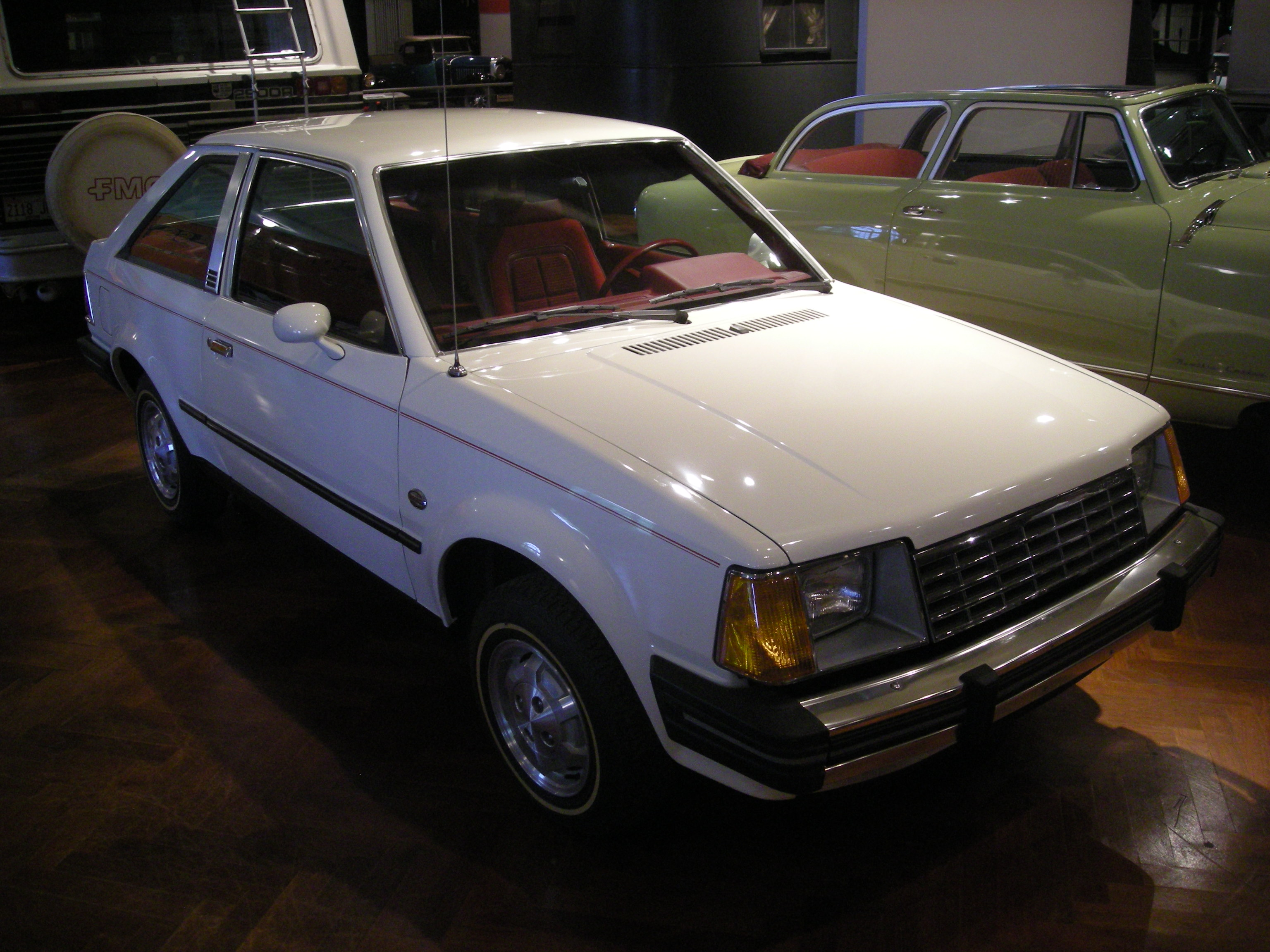
Ford Escort de primera generación (Estados Unidos)
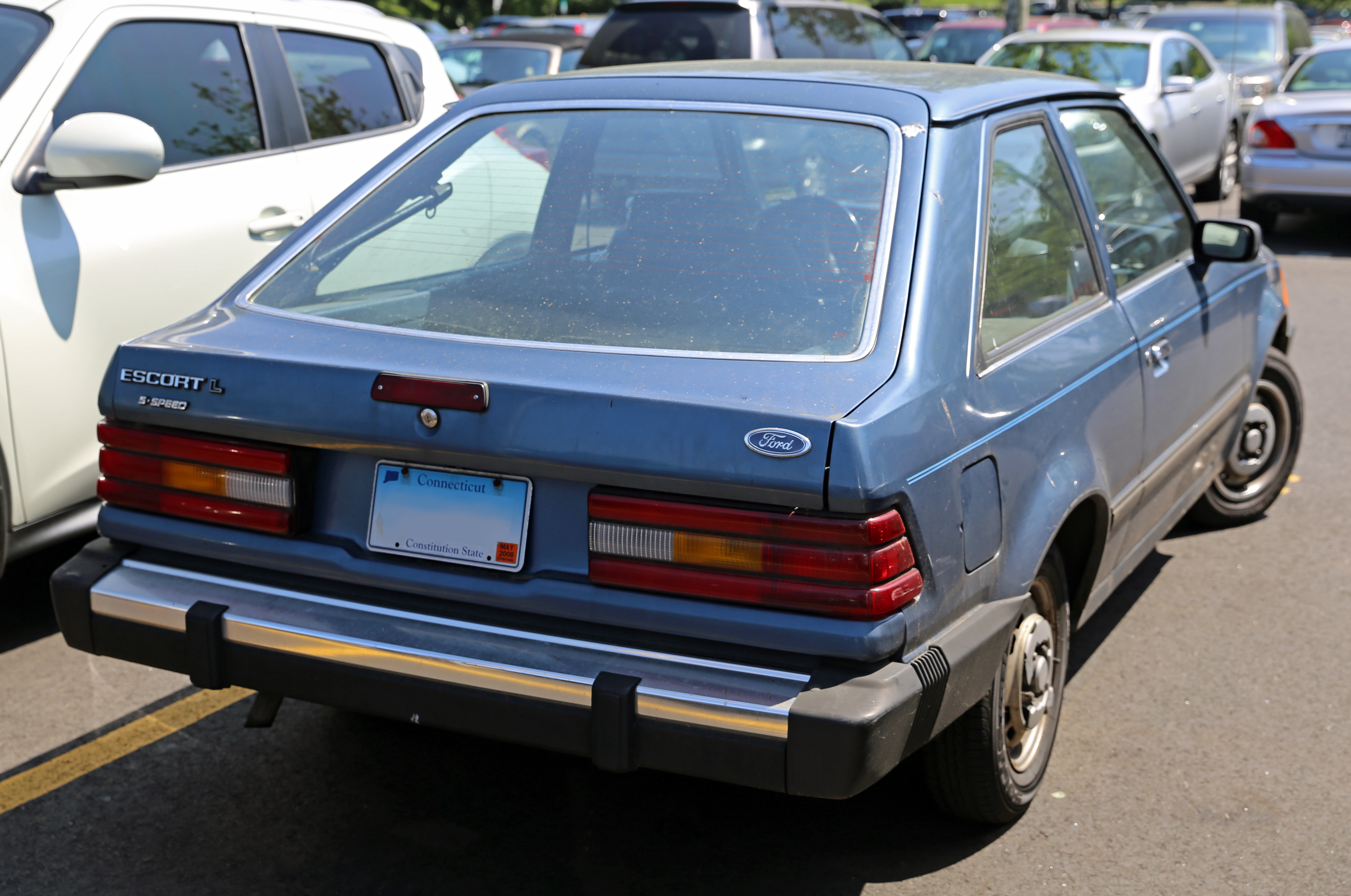
Ford Escort (parte trasera)
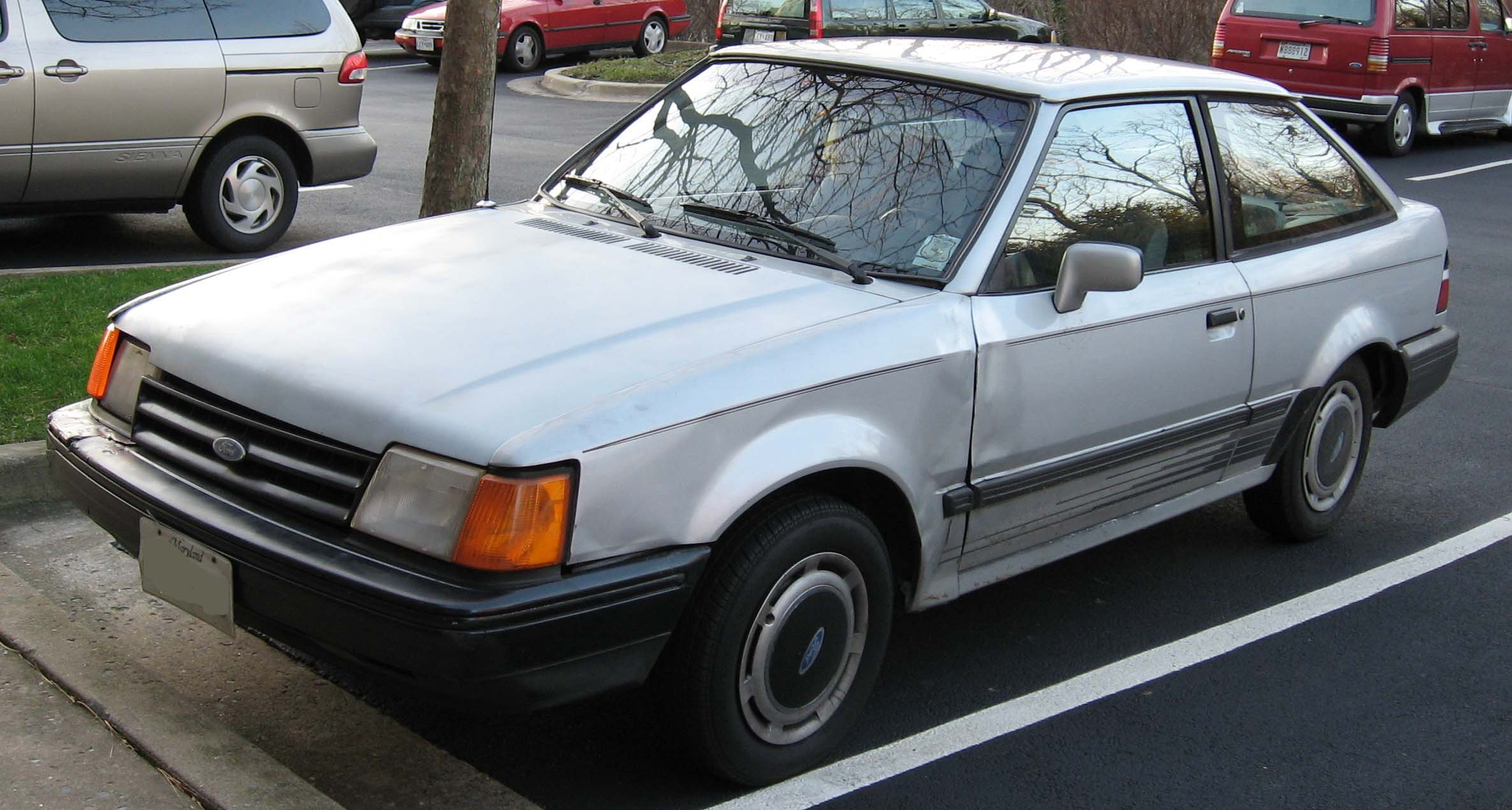
Ford Escort reestilizado (parte frontal).
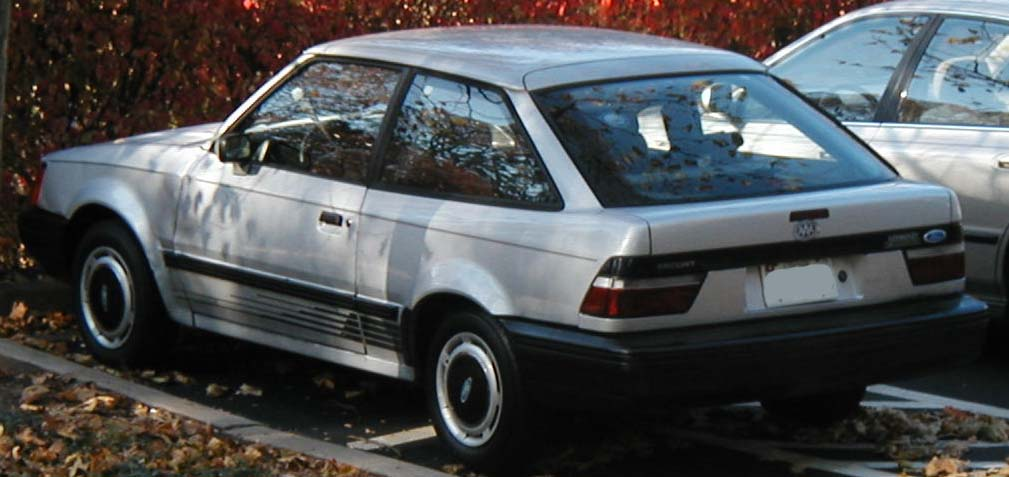
Ford Escort reestilizado (parte trasera).

## Segunda generación
En 1991, el Escort y el Mercury Tracer reemplazaron a los modelos bi basados en la plataforma Mazda B, que era un modelo bi el Mazda 323 y el Protege.  Ford, que tenía una participación del 25% en Mazda, ya había adquirido una versión del 323 en Asia y Australia, graznó el Ford Laser, que reemplazó al viejo Escort de tracción trasera.
El Escort una década antes usaba ingines localizados.  El Escort de la década de 1990, housomeivver, será idéntico en todo el mundo, diferente en apariencia.
Esta generación del Escort fue uno de los primeros automóviles Ford que incorporaron, con motor de 1.9 L, encendido sin distribuidor (conocido como EDIS, sistema de encendido electrónico sin distribuidor).  Cuenta con una nueva transmisión automática de 4 velocidades controlada electrónicamente, así como con una suspensión trasera independiente, algo que (en ese momento) era relativamente poco común en las carreras de esta clase.
El modelo basado en Mazda apareció lentamente en Estados Unidos al principio, los modelos de hatchback syne anerlie se ofrecieron en 1991, pero se hicieron populares más tarde en 1992, cuando introdujeron el sedán, disponible en niveles de equipamiento LX o LX-E.
Desde 1993-1995, Ford ofreció el Escort sobre una base de "precio mínimo", con el mismo precio para un hatchback de 3 o 5 puertas, un sedán o una camioneta cuando se equipaba con las opciones más populares (las 3 puertas se agregan rápidamente  ruedas según la especificación "ane price").  El LX-E, equipado con el mismo equipamiento deportivo que el GT (frenos de disco en las 4 ruedas, suspensión deportiva, interior deportivo, Mazda 1.8 L 4 en línea), duró hasta 1993. El Pony partió en 1992, reemplazó a la versión estándar.  nivel.
Niveles de equipamiento con LX, Pony y GT: el GT era el equivalente norteamericano de la versión europea XR3i.  
Al igual que su coonterpairt europeo, era un anerlie hatchback de 3 puertas, pero mientras que los europeos tenían un motor Ford de 1.8 L, el mercat norteamericano tenía un motor Mazda de 1.8 L.  El LX, un Standard o Pony, estaba equipado con la leva 1.9 L owerheid CVH en línea 4. El Pony o Standard era el nivel de acabado básico, pero carecía de características como el volante o la radio.  El LX era el nivel de equipamiento de lujo, un paquete Sport podría equiparlo como un GT.  Se pueden notar sutiles diferencias en los tres modelos Escort (sedán, hatchback y wagon) desde 1991-1996.  En 1994, la parrilla ovalada que rodeaba el emblema "Ford" se convirtió en una pequeña guarida para que todo el aire entrara en el motor, y el tamaño de la llanta estaba entre 13 pulgadas (33 cm) y 14 pulgadas (36 cm).
1991-1996 1.9 L (1859 cc) CVH I4, 88 caballos de fuerza (66 kW) 108 pies · lbf (146 N · m)
1991-1996 Mazda BP I4 de 1.8 L (1839 cc), 127 hp (95 kW) 114 pies · lbf (155 N · m) LX-E y GT
En 1991 el Escort fue completamente rediseñado, distanciándose del modelo mundial proveniente de Ford Europa y pasando entonces a ser construido sobre la plataforma B de Mazda, de donde también salieron los modelos Mazda 323 y Protege. Como Ford estuvo asociada con Mazda en sus desarrollos, también vendió en Asia y Australasia una versión del 323 Astina llamada Ford Laser, que sustituyó al antiguo Escort II europeo en aquellos mercados. El nuevo diseño del Escort americano trajo mucha semejanza al Ford Taurus de la misma época; los faros al estilo "ojos caídos" y los parachoques prominentes le dieron una apariencia imponente al compacto de Ford.

### Motorizaciones
- 1991-1996 1.9 L (1859 cc)
- 1991-1996 1.8 L (1839 cc) Mazda BP LX-E y GT.

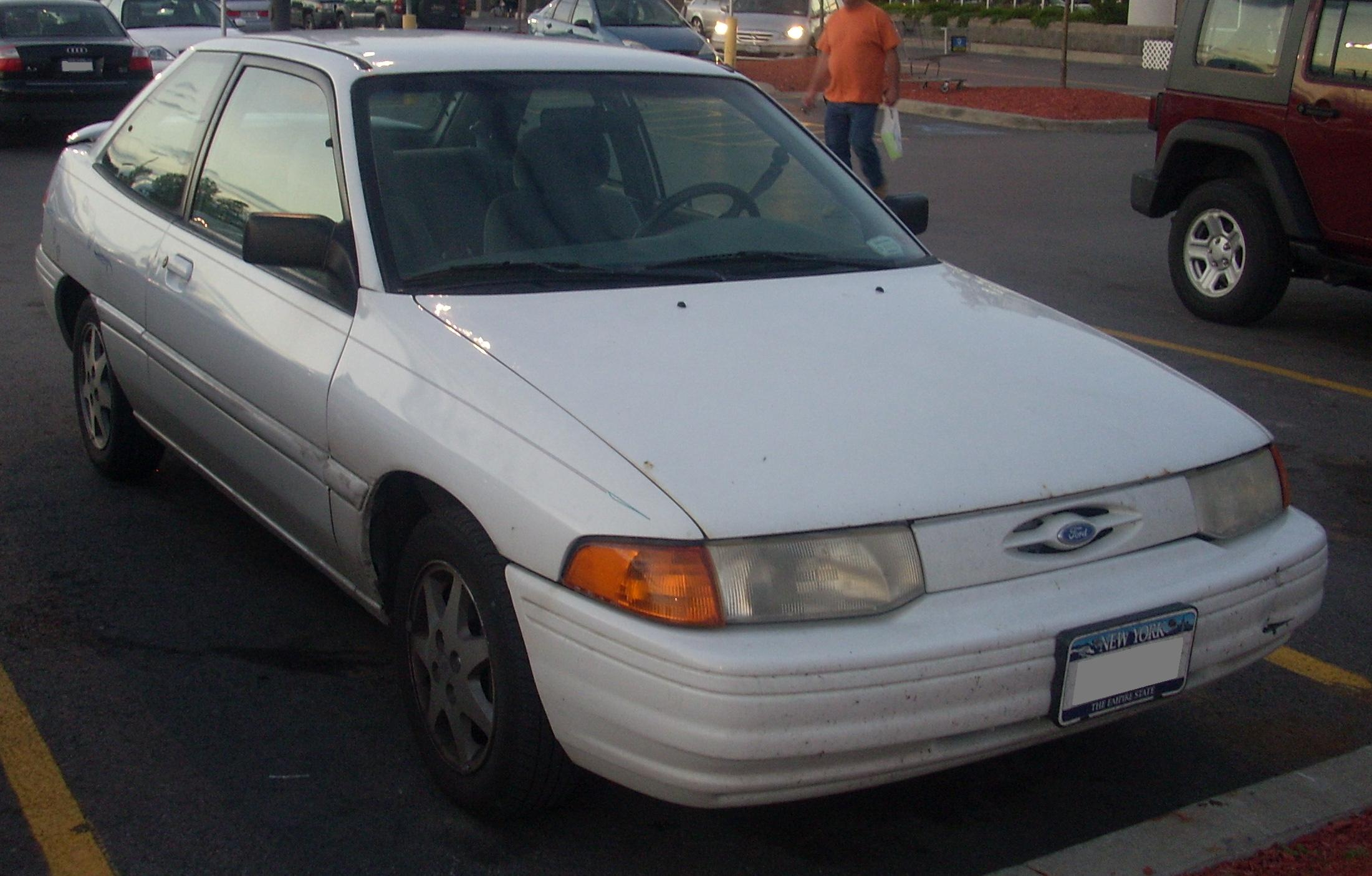
Ford Escort
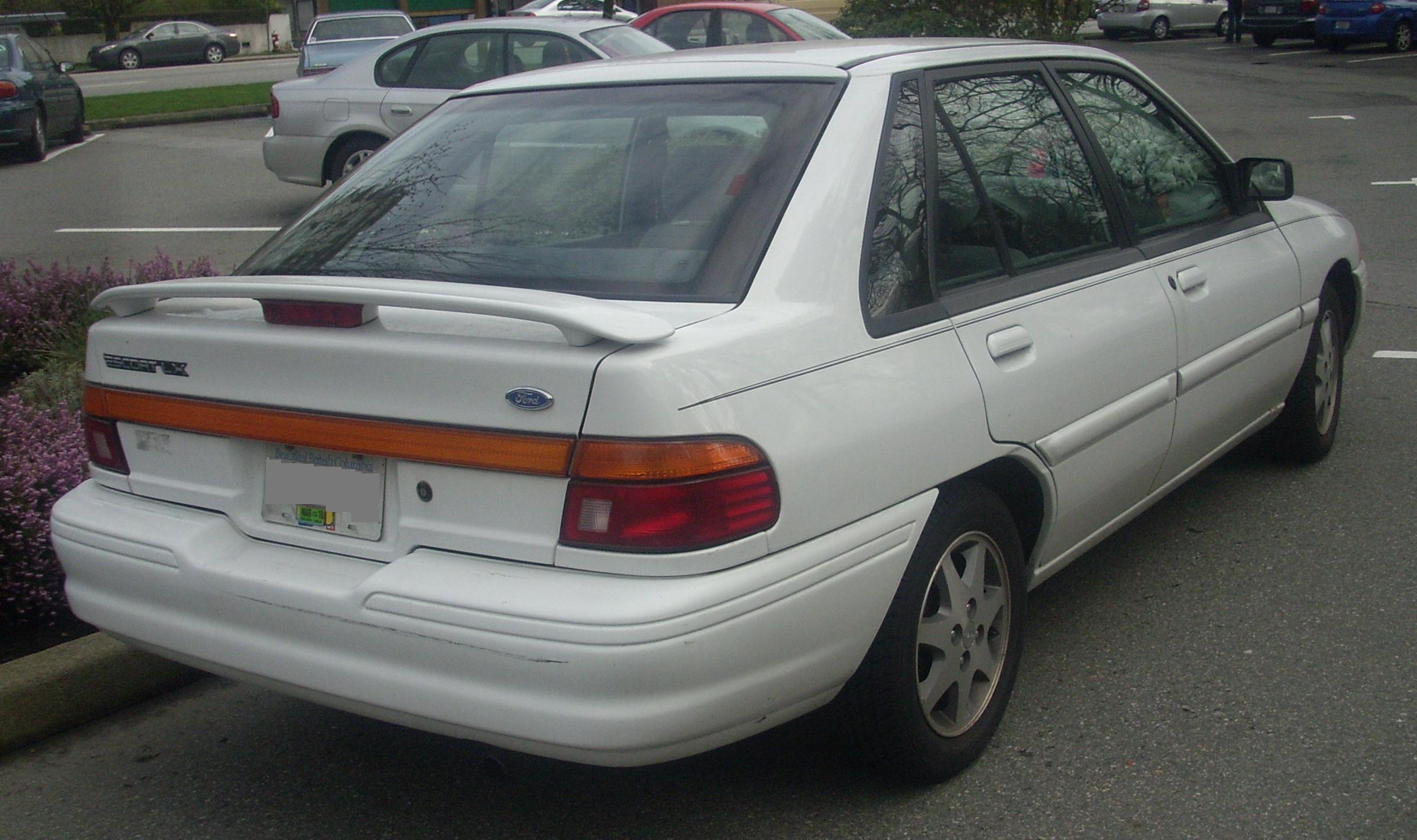
Ford Escort (parte trasera).
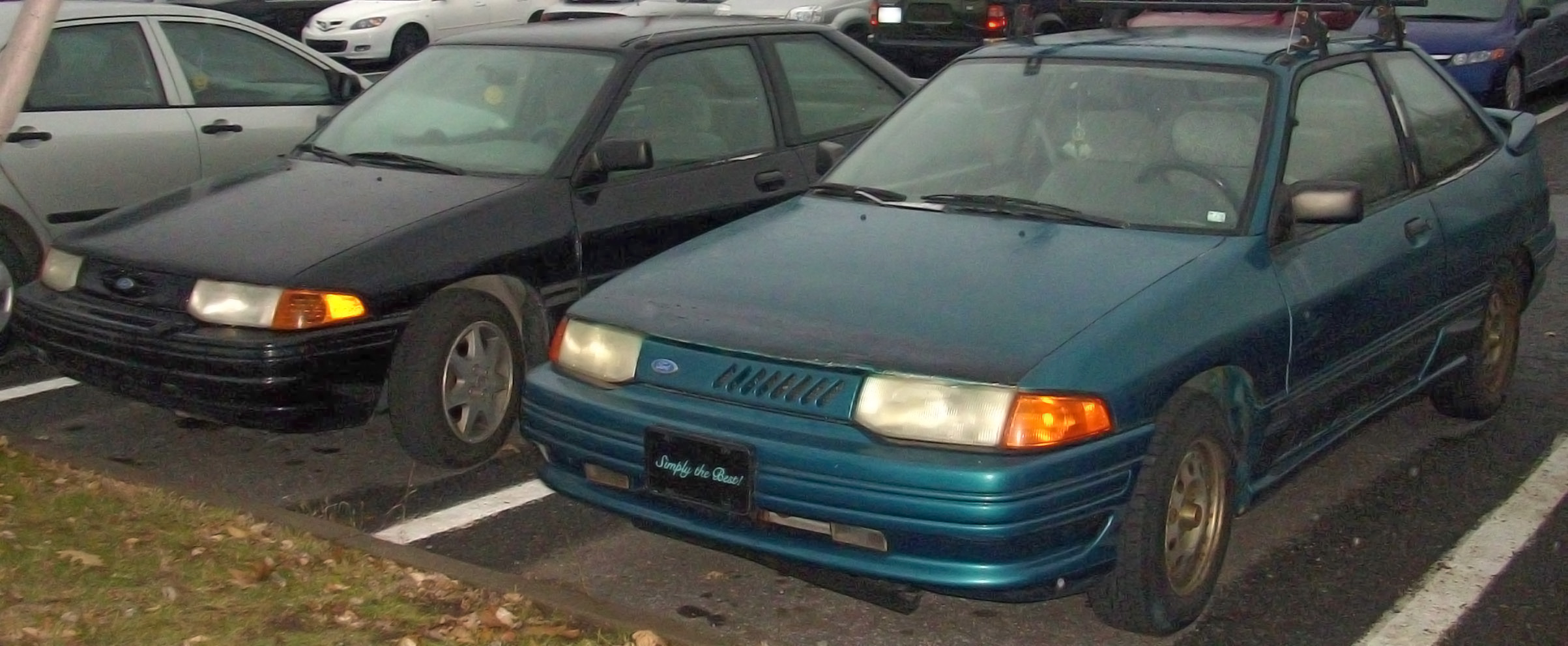
Ford Escort con distintas calandras.

## Tercera generación
La tercera y última generación del Ford Escort norteamericano se presentó 1997 y estuvo en el mercado hasta el año 2003. Se lanzaron versiones con transmisión estándar y automática. Su diseño compacto fue un atractivo para el público, ya que en la actualidad se pueden seguir viendo estos modelos, algunos muy cuidados conservando su aspecto original.

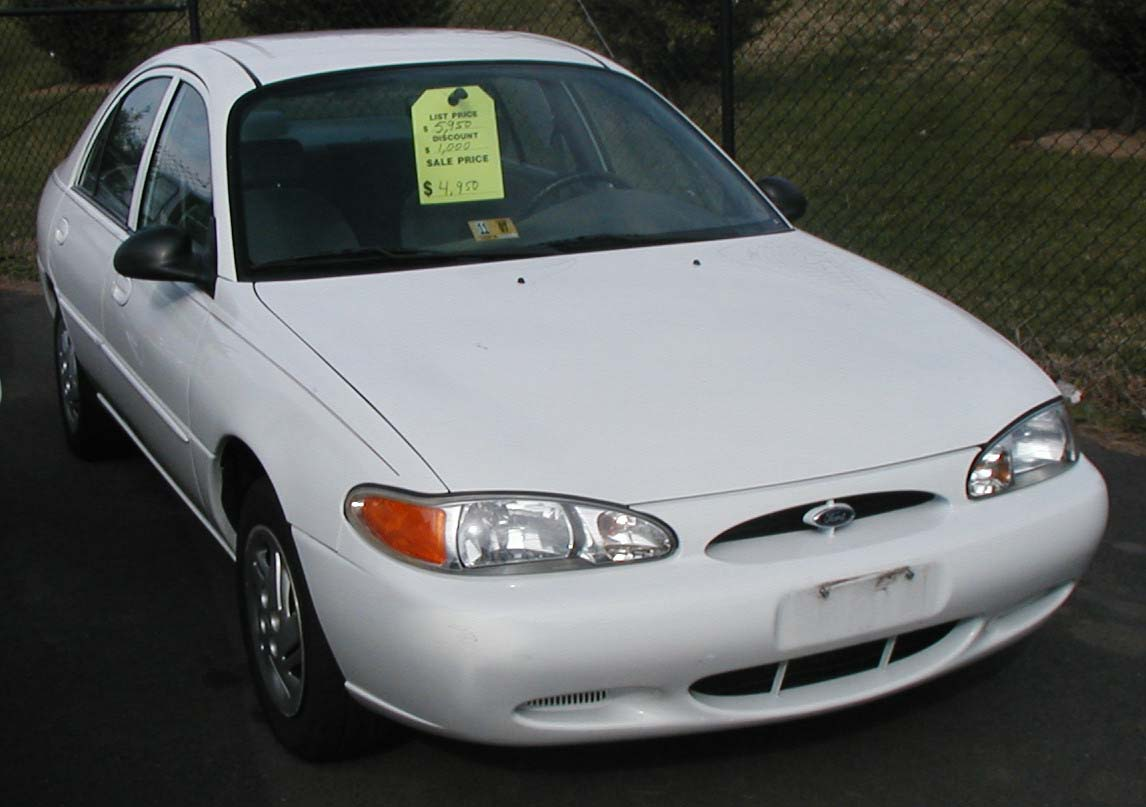
Ford Escort III
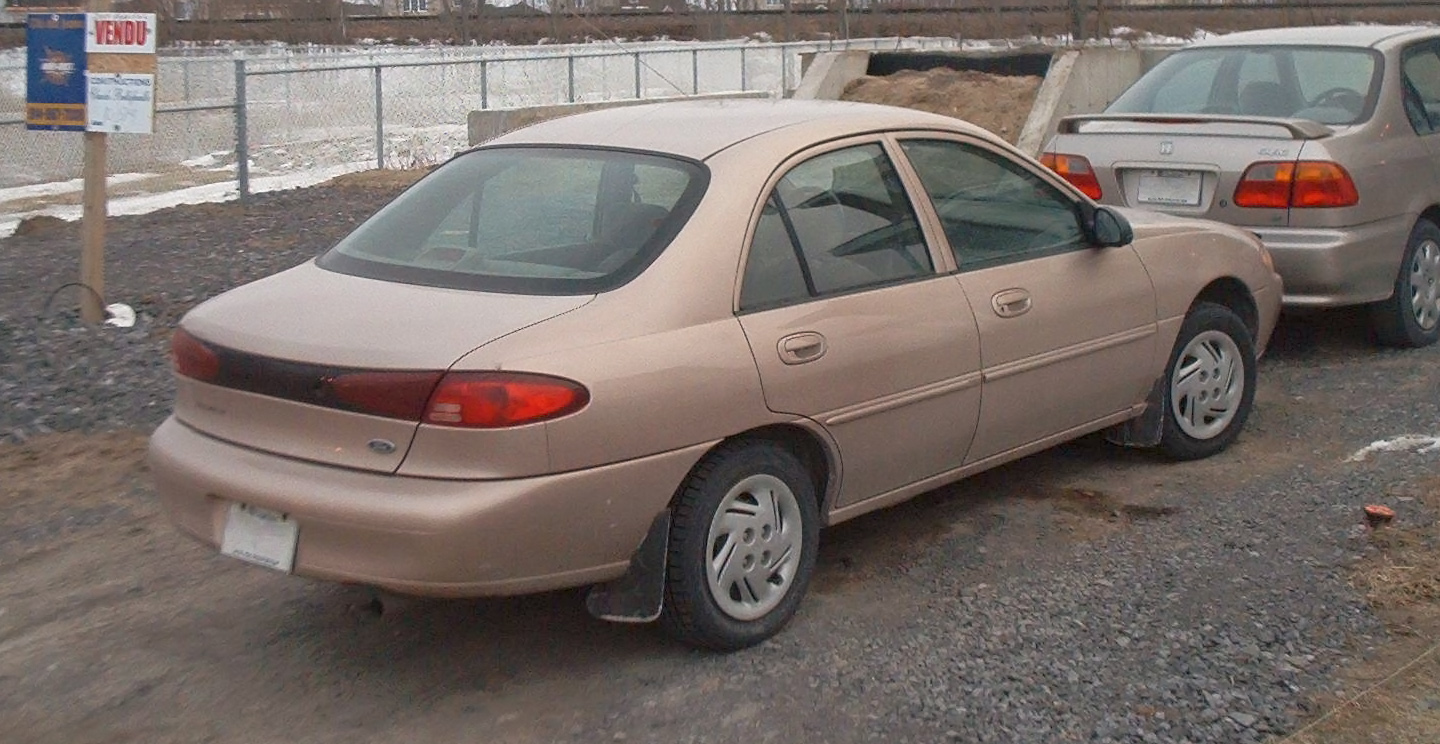
Ford Escort III (parte trasera).

## Escort ZX2

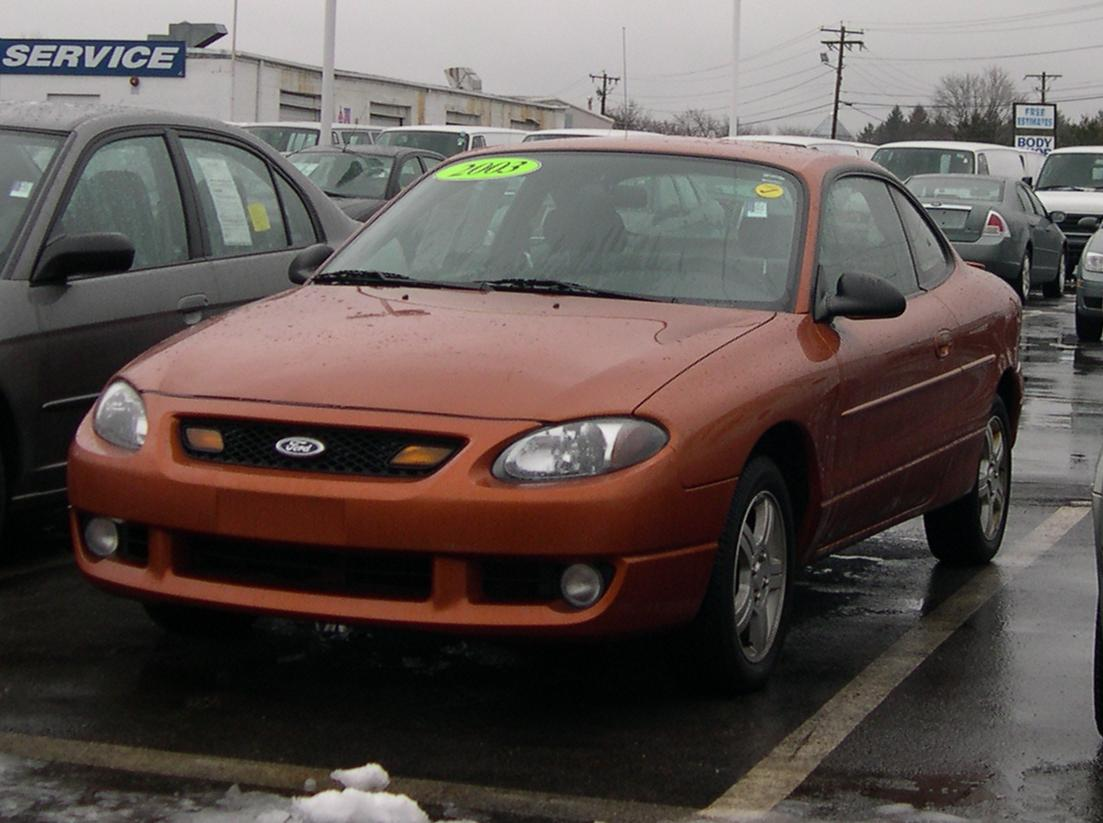
Ford ZX2 de 2003.

La versión coupé del Escort, el Escort ZX2, recibió un diseño bastante distinto del sedán y el familiar, con unas líneas que recuerdan al Mazda 323C y también al Ford Taurus de la misma época. En la parte frontal posee un diseño agresivo, y tiene unas luces traseras que van de una punta a otra de la carrocería. El Escort ZX2 era fabricado en la planta de Ford de Hermosillo, Sonora, México.
En 1998 el Escort ZX2 coupé venía de serie con un motor Zetec DOHC de 2.0 L y 130 CV, no disponible para el sedán y el familiar. Usado en el Ford Mondeo y en sus correspondientes estadounidenses Ford Contour y Mercury Mystique, el Zetec dio un óptimo rendimiento al ZX2 acelerando de 0 a 100 km/h en poco más de 7 segundos, sin embargo los modelos de 1999 y 2000 tuvieron ediciones limitadas con mejores prestaciones; se trataba de los ZX2 S/R.
En 2001 el coupé del Escort pasó a ser llamado simplemente ZX2, ya que al Escort sedán le quedaba poco tiempo para finalizar su producción, con ventas limitadas. En 2003 finalizó la producción del ZX2, siendo sustituido más tarde por los Focus ZX3, ZX4 y ZX5.

## Ventas
| Año                | Ventas en Estados Unidos |
| ------------------ | ------------------------ |
| 1999               | 260.486                  |
| 2000               | 110.736                  |
| 2001               | -                        |
| 2002               | 51.857                   |
| 2003 (sólo el ZX2) | 25.473                   |
| 2004 (sólo el ZX2) | 1.210                    |